# Oberköpfe

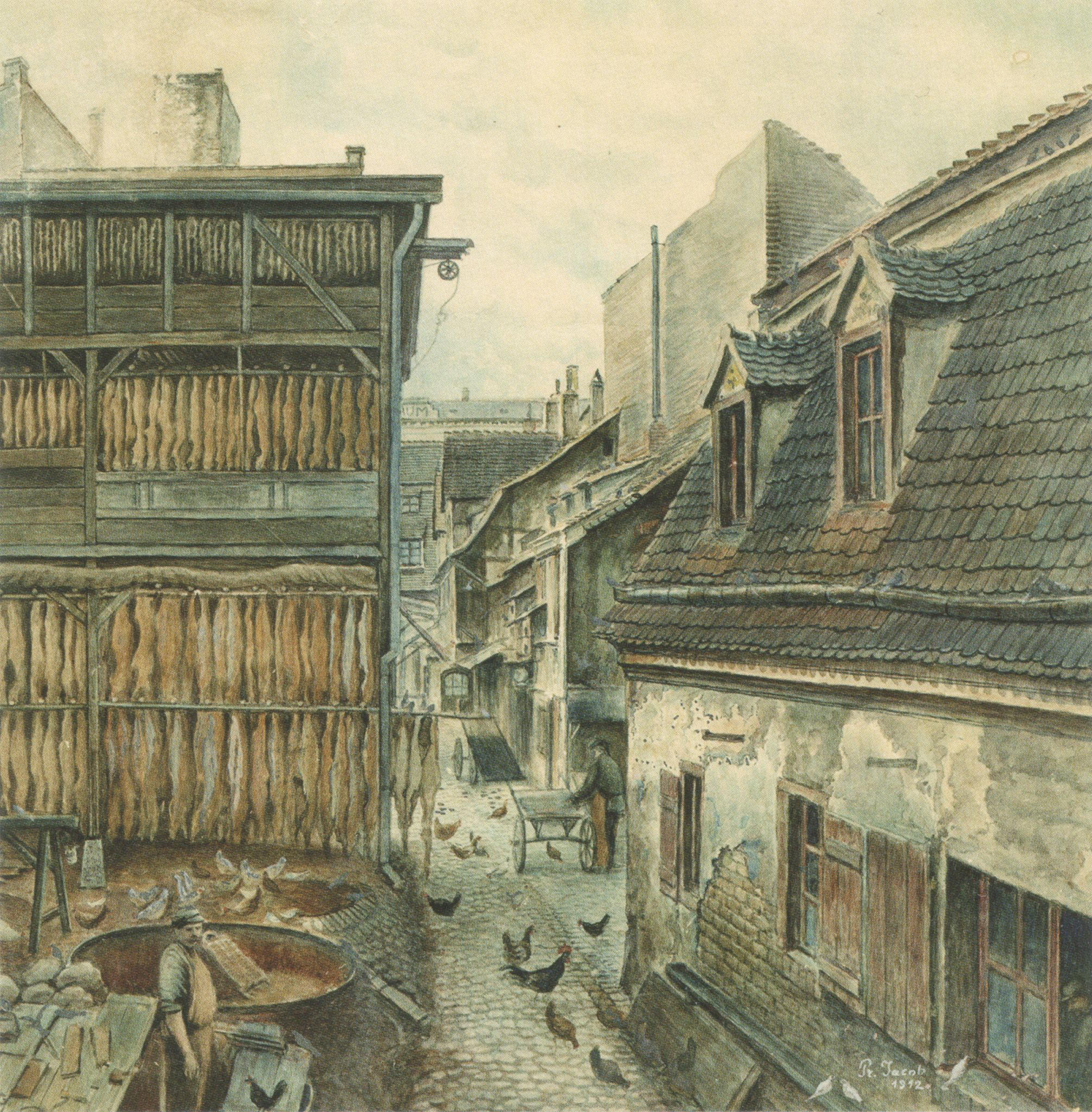
Rotfuchs- und andere Felle in der Lohgerberei Naumann in Leipzig (1912)

Köpfe, vor allem aber Oberköpfe, war die in der deutschsprachigen Pelzbranche gebräuchliche Bewertung und Bezeichnung der ausgesucht guten und auch größten Felle einer Art. 1914 hieß es auch für die feinsten, aus der Bucharei kommenden Karakulfelle („Persianer“), dass „der Handel sie als Köpfe bezeichnet, und welche der Kürschner wegen der schönen Lockung für die teuersten Kragen und Muffen verarbeitet“.
Die inzwischen kaum noch benutzte benutzten Begriffe Köpfe, Oberköpfe und auch Unterköpfe wurden vor allem bei Marderfellen, aber auch bei Iltisfellen, Fuchsfellen, Bisamfellen und Kaninfellen verwendet. In den deutschen Auktionsberichten wurden sie besonders aufgeführt und bewertet, wie: Baummarder, Oberköpfe usw. Die Kanin-Handelsgesellschaft in Leipzig bot bei Kaninfellen unter der Sorte Ia an, den sogenannten Oberköpfen: Extra große Felle, mit weißem Leder, gut behandelt. Zumindest in Russland waren im Handel russischsprachig die gleichen Begriffe gebräuchlich.
Als Oberköpfe Ostpreußen wurden laut einem Pelzlexikon die größten und qualitativ wertvollsten ostpreußischen Edelmarderfelle gehandelt. Jedoch wurden auch Rotfuchsfelle unter der Bezeichnung Oberköpfe Ostpreußen angeboten. Um die Jahre 1928/1929 notierten am Leipziger Rauchwarenmarkt: Ostpreußen prima für 27,50  bis 45 Mark; Gebirgsfüchse-Oberköpfe für 50 bis 65 Mark.

Aus dem Lagerbuch des Naoum Dedo aus Leipzig, Januar 1883
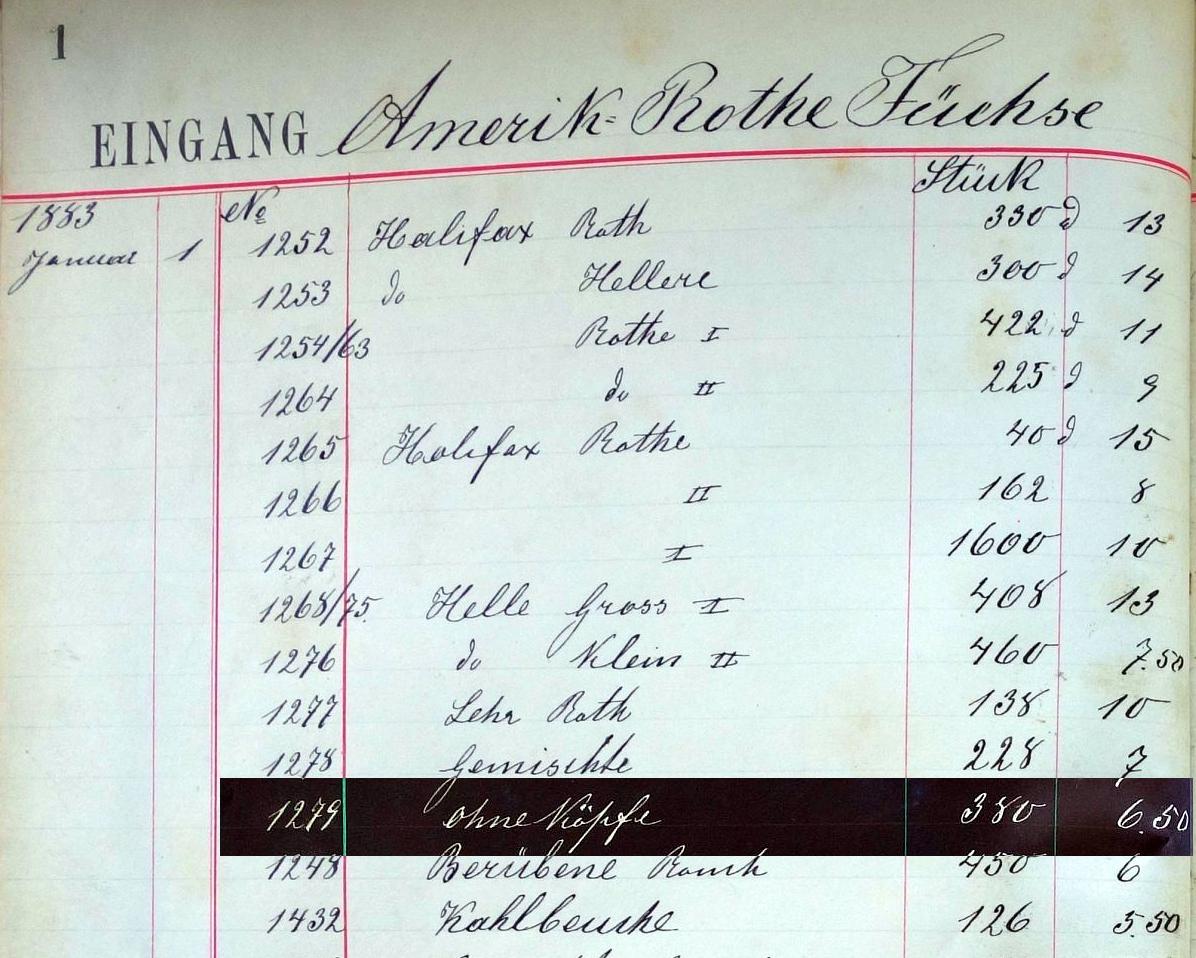
No. 1279: 380 Stück „Amerik. Rothe Füchse“, „ohne Köpfe“, also ohne die Spitzenqualität, Stück 6,50 Mark

- Beispielsweise war das deutsche Fuchssortiment wie folgt aufgeteilt:[5][8]

| Bezeichnung        |   | Beschreibung                     |
| ------------------ | - | -------------------------------- |
| Oberköpfe          | = | Selected (ausgesuchte Ware)      |
| Prima weißledrige  | = | I. Sorte; einwandfrei            |
| Prima grünledrige  | = | I. Sorte, leicht grünledrig      |
| Dreiviertel        | = | II. Sorte; grünledrig (Übergang) |
| Halb               | = | III. Sorte                       |
| Viertel            | = | IV. Sorte                        |
| Schwarten          | = | Flache Sommerfelle               |
| Leicht beschädigte |   |                                  |
| Beschädigte        |   |                                  |
| Schuss             |   |                                  |

- An russischen Persianerfellen wurden vor dem Ersten Weltkrieg (1914 bis 1918) im Herkunftsland als Hauptsorten angeboten:

| Handelsbezeichnung |   | Beschreibung                       |
| ------------------ | - | ---------------------------------- |
| Golowka            | = | Köpfe                              |
| Jacknetny          | = | Oberköpfe                          |
| Schapaschny        | = | Mützenware                         |
| Flora              | = | Oberoberköpfe, als die allerbesten |

- Um 1928/29 notierten am Leipziger Rauchwarenmarkt per Stück:

Rohe Baummarderfelle: Qualität prima 75,- bis 120,- Mark, Oberköpfe 120,- bis 160,- Mark
Rohe Steinmarderfelle: prima 60,- bis 75,- Mark, Oberköpfe 70,- bis 85,- Mark.
Da auf der Pelzmesse im russischen Irbit die Zobelfelle nicht nach Qualitäten aussortiert verkauft wurden, musste der Interessent allerfeinster Partien zusammen mit den Oberköpfen häufig mehrere hundert Stück mittlere und gewöhnliche Qualitäten erstehen. Von 300 Fellen waren vielleicht nur 30 bis 50 prima Ware. Trotzdem galt der Kauf eines derartigen Sortiments auf dem Pelzhandelszentrum Leipziger Brühl „als große Errungenschaft“, selbst wenn beim Verkauf nur ein kleiner Nutzen erzielt werden konnte. Der Leipziger Händler war stolz, mit so feiner Ware zur Ostermesse aufwarten zu können.
Walter Grigull erinnerte sich 1983 an seine Zeit als junger Förster in Ostpreußen:

„Einige Marder konnten die Außenbeamten in jedem Jahr in Schlagbäumen und Mardereisen fangen und für eigene Rechnung verwerten. Die ostpreußischen Rauchwaren wurden in der Leipziger Zentrale des Fellhandels mit einem Aufschlag von 20 Prozent gehandelt. Die sogenannten Oberköpfe von Füchsen und Mardern wurden gerne gekauft. In der Inflationszeit vor 1924 bezahlten die Händler die Marder- und Fuchsbälge mit Dollarschatzanweisungen, die wertbeständig waren und eine unerhörte Kaufkraft hatten. Für den Erlös eines Marderbalges konnte man zwei Anzüge kaufen.“

## Marginalien
In Hamburg bestand im Jahr 1979 seit über 25 Jahren der Pelzbranchen-Kegelklub „Oberköppe“ mit 22 Mitgliedern, „eine gesunde Mischung von Branchenangehörigen sächsischen und hanseatischen Geblütes“.